# Эрзурумская резня

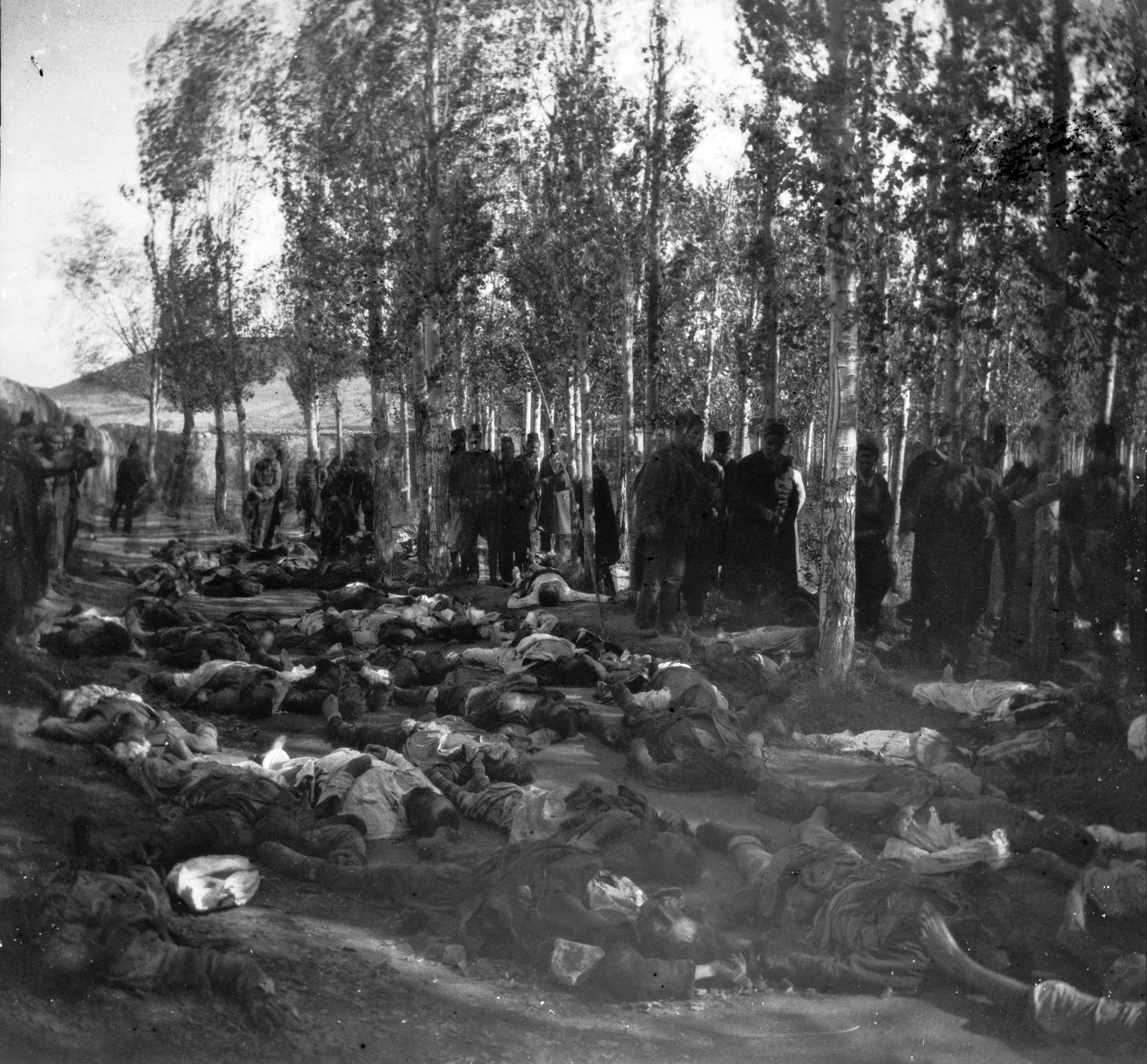
Эрзурумская резня

Эрзурумская резня (1895) — массовые убийства христианского населения, в частности армян, происходившие в городе Эрзурум (Османская империя). Осуществлялись турецкими военнослужащими и местным турецким населением. Сопровождались грабежами и мародёрством.
«Более 60000 армян было убито. В Трабзуне, Эрзуруме, Эрзинджане, Хасанкалэ и многих других местах xристиане были задавлены как виноград…».
30 октября 1895 г. британскому консулу попались в руки два письма, направленные одним турецким солдатом своему брату и родителям:
«Мой брат, если вы хотите знать новости, мы убили 1200 армян[…]. Ранено 511 армян… Если вам интересно, то ни один солдат или Башибузук не был даже ранен…».